# Almacén 13
Almacén 13 (Warehouse 13) fue una serie estadounidense de ciencia ficción, estrenada el 7 de julio de 2009 en el canal de televisión Syfy. Producida por Jack Kenny y David Simkins, esta comedia dramática de los Universal Media Studios ha sido descrita como una mezcla de Expediente X, Raiders of the Lost Ark y Luz de luna.
La serie cuenta la historia de dos agentes del Servicio Secreto de los Estados Unidos: Peter Lattimer (Eddie McClintock) y Myka Bering (Joanne Kelly), quienes son destinados a la custodia del almacén del Gobierno de los Estados Unidos, que contiene objetos sobrenaturales de toda la humanidad. Estos agentes son los encargados de recoger los objetos que faltan e investigar apariciones de otros, con la inestimable ayuda de su jefe, Arthur "Artie" Nielsen (Saul Rubinek).
El primer capítulo de la serie fue el tercer estreno más visto en toda la historia de Syfi, con 3,5 millones de espectadores. Además, la mitad de la audiencia era femenina. Gracias a los primeros 6 capítulos, la serie ha entrado en el Top 10 de las series mejor valoradas de todos los tiempos en Syfy. Esto incluye al capítulo 6, "Burnout" (11 de agosto), que consiguió 4,4 millones de espectadores de audiencia, batiendo el récord de mejor valoración para un capítulo en toda la historia de Syfy.
En agosto de 2009, Almacén 13 fue renovado para una segunda temporada. Cuyo estreno fue el 6 de julio de 2010 en EE. UU.
La tercera temporada comenzó el 11 de julio de 2011 en EE. UU, con el episodio "The New Guy".
Syfy renovó Almacén 13 para una quinta temporada que sería la última con solo seis episodios.

## Personajes

### Almacén
- Peter Lattimer (Eddie McClintock): un agente del Servicio Secreto. El agente Lattimer es perspicaz, atractivo, atlético y tiene un don para pensar rápido. Se está recuperando de su alcoholismo y en ocasiones es propenso a la jactancia. Tiene una hermana sorda, que le enseña a leer los labios. Posee un "sexto sentido" para detectar peligros inmediatos, y tiene debilidad por las galletas. A raíz de un artefacto que concedía deseos, se ha desvelado que podría sentir cierta atracción por su compañera, Myka Bering.
- Myka Bering (Joanne Kelly): Es hábil para los libros y tiene buen ojo para los detalles aparte de una increíble memoria. Se toma su trabajo muy en serio y choca con Lattimer por ello. Myka incluso llama Pete a su mascota, que es un hurón, porque considera que el hurón y Lattimer son bonitos pero irritantes. Tiene una relación difícil con su padre.
- Arthur "Artie" Nielsen (anteriormente Arthur Weisfelt) (Saul Rubinek): el agente del Servicio Secreto a cargo del Almacén 13. Es increíblemente inteligente y tiene una gran devoción por su trabajo. Es un antiguo criptógrafo. A menudo se enfada con sus subordinados por no mostrar suficiente respeto por los artefactos. A mitad de la primera temporada, se descubre que Artie tiene un misterioso y turbio pasado como espía de la URSS, aunque este sucio historial es eliminado por la Sra. Frederic cuando Artie comienza a trabajar en el Almacén. Tiene debilidad por la repostería. Uno de sus mejores amigos fue James MacPherson.
- Claudia Donovan (Allison Scagliotti-Smith): una joven brillante e ingeniosa, familiarizada con la tecnología, cuyo hermano se cree que está muerto. Claudia hackea el ordenador y los sistemas del Almacén 13, secuestrando a Artie para que le ayude a traer de vuelta a su hermano, quien sufrió un accidente en un experimento descontrolado. Su talento con los aparatos electrónicos y la informática le ha permitido ganar un lugar en el almacén con Artie.
- Steve Jinks (Aaron Ashmore): Nuevo miembro del álmacen que se ntegra después de la salida de Myka al final de la segunda temporada; es un agente de la ATF que fue reclutado por la Sra. Frederic, para acompañar en las misiones a Pete. Después continua sus misiones junto con Claudia, pero es despedido al apuntar a la Sra. Frederic con su pistola. Él tiene la habilidad de saber cuando le mienten. Pete no le parece atractivo, causando frustración en el último, porque al parecer, ni mujeres ni hombres toman en cuenta que siempre se ejercite ni su atractivo físico.
- Leena (Genelle Williams): la propietaria de la posada donde habitan Lattimer y Bering. Posee la capacidad de observar el aura y las energías de las personas y los artefactos. Leena conoce el almacén desde hace mucho tiempo así como a muchos de los agentes del almacén que han muerto.

### Recurrentes
- Sra. Irene Frederic (C. C. H. Pounder): la directora del Almacén, que tiene más años que ella misma. Suele aparecer como una figura en la sombra y casi siempre acompañada de su guardaespaldas. Es la superior de Artie. Siente un gran afecto por Artie y lo ayuda en los momentos difíciles.
- James MacPherson (Roger Rees), antiguo agente del Almacén 13 y archienemigo de Artie. Es de Inglaterra y tiene un gran conocimiento de los objetos paranormales. Utiliza los objetos para fines corruptos. Sus intenciones no se descubren totalmente. También es el antiguo compañero de Artie.
- Helena "H. G." Wells (Jaime Murray): Antigua agente del Almacén 12 que fue encerrada en el sector bronce del almacén 13; ella fue la que concibió las ideas de los libros durante el siglo XIX, la cual tuvo que publicar sus obras a través de su hermano, ella y Nicolás Tesla se conocieron en la feria mundial de Chicago en 1893; fue encerrada en el almacén 13 debido a que al cometer venganza en contra de quienes habían matado a su hija, mata a un agente. es liberada por MacPherson al inicio de la segunda temporada, esta escapa, para ser reintegrada al almacén 13 como agente episodios después, mostrando sus verdaderas intenciones: hacer caer al planeta en una nueva era glaciar con el "Tridente minoico" (primera arma de destrucción masiva), pero es detenida por Myka. Ella y Myka parecen tener una cercana relación y una especial química.
- Daniel Dickenson (Simon Reynolds), un agente del Servicio Secreto. El agente Dickenson es el exjefe de Lattimer y Bering. Al principio intenta evitar que se los lleven de su unidad, pero finalmente lo acepta. Aparece en algunos capítulos "entorpeciendo" las operaciones del Almacén. Además, tiene un choque con Artie en una misión.
- Dra. Kelly Hernández (Paula Garcés): Es la veterinaria de Univille, la cual durante la segunda temporada mantuvo una relación con Pete, sin embargo, esta decide romper su relación con él debido a que intentó matarlo por culpa de un artefacto que H. G. Wells le envía.
- Joshua Donovan (Tyler Hynes): Hermano de Claudia, él estuvo durante mucho tiempo atrapado en una dimensión alterna a causa de un artefacto; cuando es regresado a nuestro espacio, Artie logra conseguirle trabajo en el CERN.
- Benedict Valda (Mark Sheppard): Es el regente (encargados del almacén) más visto durante la serie; este es quien ayuda a encontrar el almacén 2 a finales de la segunda temporada.

## Historia del Almacén
La versión anterior del Almacén 13 fue construida en 1898 en Inglaterra, la versión definitiva quedó construida en Dakota del Sur en 1914, y fue diseñada por , Nikola Tesla y M.C. Escher. Como su propio nombre sugiere, han existido doce encarnaciones anteriores al actual almacén. Uno de los más antiguos almacenes era el dos, que se encontraba en la Biblioteca de Alejandría. A lo largo de la historia, el almacén se ha trasladado al país que más poder tenía en ese momento (Mesopotamia, Imperio romano, Imperio Español, Imperio británico, etc.)
Muchos de los artefactos y las tecnologías que aparecen en la serie son acordes al género steampunk.

## Capítulos
| Temp. | Temp. | Episodios | Episodios           | Emisión USA         | Emisión USA              | Venta DVD           | Venta DVD                | Venta DVD           |
| Temp. | Temp. | Episodios | Episodios           | Inicio de temporada | Fin de temporada         | Región 1            | Región 2                 | Región 4            |
| ----- | ----- | --------- | ------------------- | ------------------- | ------------------------ | ------------------- | ------------------------ | ------------------- |
|       | 1     | 12        | 12                  | 7 de julio de 2009  | 22 de septiembre de 2009 | 29 de junio de 2010 | 28 de junio de 2010      | 02 de marzo de 2011 |
|       | 2     | 13        | 13                  | 06 de julio de 2010 | 07 de diciembre de 2010  | 28 de junio de 2011 | 19 de septiembre de 2011 | —                   |
|       | 3     | 13        | 13                  | 11 de julio de 2011 | 06 de diciembre de 2011  | 10 de julio de 2012 | 17 de septiembre de 2012 | —                   |
|       | 4     | 20        | 10                  | 23 de julio de 2012 | 01 de octubre de 2012    | —                   | —                        | —                   |
| 10    | 4     | 20        | 29 de abril de 2013 | 08 de julio de 2013 | —                        | —                   | —                        |                     |
|       | 5     | 6         | 6                   | 14 de abril de 2014 | 19 de mayo de 2014       | —                   | —                        | —                   |